# Baliste
Pour les articles homonymes, voir Baliste (homonymie).
La baliste (du latin ballista et du grec βαλλίστρα, à partir du mot βάλλειν, ballein, « lancer, jeter », au pluriel ballistæ en latin) était un engin de siège développé à partir d'une arme grecque plus ancienne.
Son fonctionnement est basé sur différents mécanismes utilisant l'action de deux leviers sur des ressorts à torsion, constitués de plusieurs faisceaux de fibres tordues. Les premières versions lançaient de lourdes flèches ou des projectiles sphériques, comme des pierres de différentes tailles, au cours des sièges. Elles ont servi de base pour développer une arme de tir plus petite, le scorpion et peut-être le polybolos.  
La baliste est abandonnée au haut Moyen Âge au profit des engins à contrepoids, la pierrière puis ses perfectionnements : la bricole, le mangonneau, le trébuchet. Cependant, le nom « baliste » est conservé au Moyen Âge pour désigner l'arbalète à tour et parfois, abusivement, les engins de siège à contrepoids.
À l'origine, le mot « catapulte » désigne un engin lanceur de flèches, alors que le terme « baliste » fait référence à une machine qui lance des pierres, mais la signification des deux termes a été intervertie à partir du IVe siècle de notre ère, d'où parfois une certaine confusion dans les termes. Le fait que le mot « catapulte » (qui a donné un verbe : « catapulter ») soit devenu un terme générique, qui, à certaines époques, désigne indistinctement tous les engins de siège de la baliste au trébuchet, obscurcit encore la terminologie.

## Armes grecques
Les premières balistes de la Grèce antique ont été développées à partir de deux armes connues sous le nom d'oxybèles et de gastraphètes. Le gastraphète (« arc-ventre ») était une arbalète tenue à la main. C'était un engin composite prévu pour être armé avec les deux mains, avec un cliquet empêchant le tir lors du chargement. La puissance disponible n'était pas suffisante pour qu'il soit utilisé avec succès contre les hoplites et les phalangistes.
Plus grandes et de construction plus lourde, les oxybèles utilisaient un treuil et étaient montées sur un trépied. Ils avaient une cadence de tir plus faible et étaient utilisés comme machines de siège. L'invention de la technique du ressort à torsion a permis de construire la première baliste. L'avantage de cette nouvelle technologie était la brièveté du temps de relaxation du système. Ainsi, il est devenu possible de tirer des projectiles plus légers à des vitesses plus élevées sur une plus longue distance. Pour l'oxybèle, les règles des armes à torsion exigeaient que davantage d'énergie puisse être stockée, plus sa taille était importante et plus le projectile pouvait être lourd, sinon sa portée était limitée par la quantité d'énergie stockée. Elle pouvait ainsi projeter une flèche de bois de deux mètres, à la pointe renforcée d'acier, à environ 300 mètres. Les premières versions de la baliste semblent avoir été mises au point pour Denys, tyran de Syracuse, vers 400 av. J.-C.
Les balistes grecques semblent avoir été principalement conçues comme armes de siège. Toutes les composantes qui n'étaient pas en bois étaient transportées dans les fourgons de l'armée. Elles étaient assemblées sur place, avec du bois si nécessaire. Certaines étaient installées sur de grandes tours de sièges, fortifiées et mobiles, ou même sur le champ de bataille.
En raison de tous les avantages tactiques présentés, ce fut sous Philippe II de Macédoine, et plus encore pendant le règne de son fils Alexandre, que la baliste a commencé à se développer et à être reconnue comme engin de siège et comme artillerie de campagne. Ainsi, Philippe II de Macédoine constitua un corps permanent d'ingénieurs et d'artilleurs capables de construire ces balistes, dont certaines, préfabriquées, étaient assemblées sur le champ de bataille. Polybe a rapporté l'utilisation de balistes portables plus petites, appelées scorpions, au cours de la deuxième guerre punique. Étant donné que ces armes utilisaient des munitions légères (donc délivrant moins d'énergie à l'impact), il existe une opinion largement répandue selon laquelle elles auraient été davantage utilisées dans un rôle défensif, ou pour détruire des structures légères, défensives ou offensives. Une arme moins précise comme l'onagre ou d'autres pièces d'artillerie équipées d'un seul bras pouvaient frapper avec davantage de force, et donc être utilisées avec davantage d'efficacité comme arme contre de solides fortifications en bois ou en maçonnerie.
Les balistes pouvaient facilement être modifiées pour tirer à la fois des projectiles sphériques et des flèches, ce qui permettait à leurs servants de s'adapter facilement et en temps réel à la situation qui prévalait sur le champ de bataille. Quand le rôle de l'artillerie de campagne est devenu plus élaboré, un joint de Cardan (qui a été inventé uniquement dans ce but) a été intégré à l'affût de la baliste, ce qui permettait aux opérateurs de modifier au besoin la trajectoire et la direction du tir de la baliste, sans avoir besoin de procéder à un long démontage de la machine.

## Armes romaines

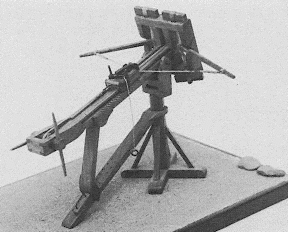
Une baliste romaine.

Après l'absorption des anciennes Cités-États grecques par les Romains en 146 av. J.-C., la technologie grecque la plus avancée commença à se répandre dans de nombreuses régions sous influence romaine. Ce fut le cas notamment des progrès militaires très significatifs réalisés par les Grecs (notamment par Denys de Syracuse), ainsi que toutes les avancées scientifiques, mathématiques, politiques et artistiques. Les Romains « héritèrent » de la baliste à ressort de torsion qui se répandit ensuite dans plusieurs villes autour de la Méditerranée, devenues romaines en tant que prises de guerre, comme ce fut le cas de la ville de Pergame, alors décrite comme un « trophée » d'armes posées sur une balustrade.
La baliste à torsion, développée par Alexandre, était une arme beaucoup plus complexe que les précédentes et les Romains la développèrent encore davantage, en particulier dans ses versions plus petites, qui pouvaient être facilement transportées.

### Premières balistes romaines

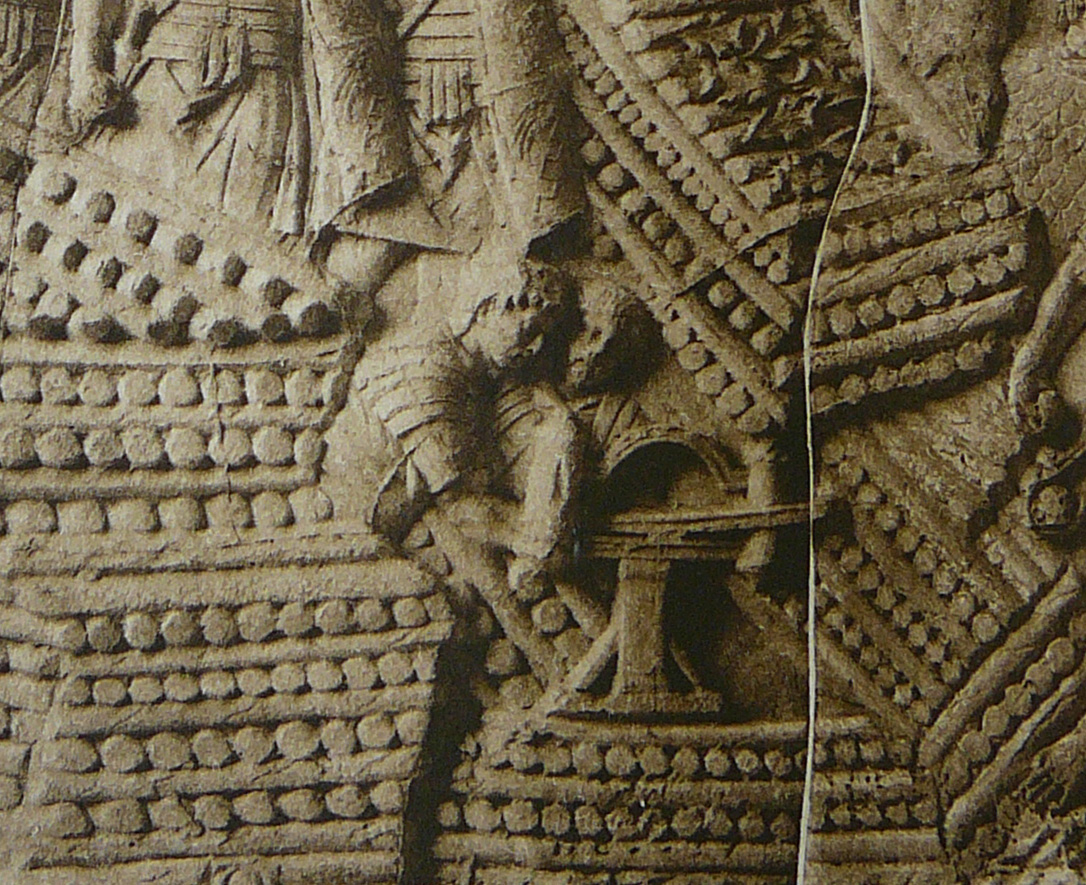
« Nid de catapulte » romaine sur la colonne Trajane.

Les premières balistes romaines étaient fabriquées avec des pièces de bois assemblées par des plaques de fer fixées autour de la structure et des clous en fer plantés dans l'affût. Le support principal présentait un coulisseau à son sommet, sur lequel étaient chargés les carreaux ou les pierres « tirées ». Attachées à l'arrière se trouvaient une paire de « treuils » et une « griffe », qui servait de cliquet, pour ramener la corde de l'arc en position de tir. Le coulisseau traversait la fut de l'arme, où étaient fixés les ressorts de torsion (corde faite de tendons d'animaux), tordus autour des bras de l'arc, reliés à la corde de l'arc. Le fait de tirer la corde en arrière avec les treuils tordait les ressorts déjà tendus, emmagasinant l'énergie pour propulser les projectiles. Des cercles en bronze ou en fer qui renforçaient les bras de torsion étaient réglables au moyen de chevilles et de trous qui permettaient de régler l'arme à l'oreille pour que la tension soit symétrique et pour compenser la variation des conditions météorologiques (relâchement des cordes avec l'humidité).
La baliste était une arme très précise (on cite un grand nombre d'exemples d'un soldat isolé fauché par les servants d'une baliste), mais certains aspects de sa conception risquaient de compromettre la précision de sa portée. La portée maximale était de plus de 500 m, mais la portée efficace au combat contre de nombreuses cibles était beaucoup plus faible. Les carreaux de baliste relativement légers n'avaient pas non plus la même puissance que les pierres catapultées plus tard par les onagres, les trébuchets, ou les mangonneaux qui pouvaient atteindre le poids de 200 à 300 livres (90-135 kg).

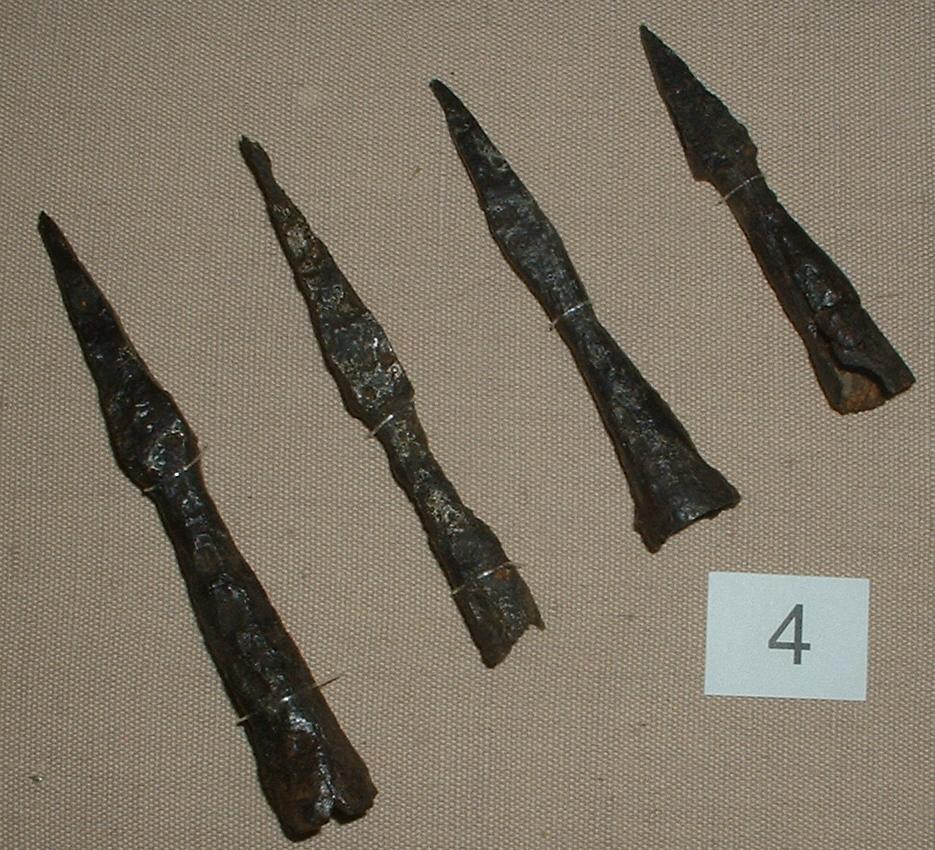
Pointes de carreaux pour baliste.

Les Romains continuèrent à perfectionner la baliste et cette arme devint très prisée et appréciée dans l'armée romaine. Elle fut utilisée, juste avant le début de l'Empire, par Jules César, lors de la conquête de la Gaule et pendant ses deux campagnes en Grande-Bretagne. Les deux tentatives d'invasion de la Grande-Bretagne et le siège d'Alésia sont décrites dans ses Commentaires sur la guerre des Gaules).

#### Première invasion de la Grande-Bretagne
La première invasion de la Grande-Bretagne eut lieu en 55 av. J.-C., après une conquête rapide et couronnée de succès de la Gaule, en partie pour explorer les terres situées au-delà de la mer, et plus concrètement pour tenter de mettre un terme à l'envoi de renforts par les Britanniques autochtones pour lutter contre les Romains en Gaule. Quatre-vingts navires de transports au total, transportant deux légions, tentèrent d'aborder sur le littoral britannique (les dix-huit bateaux transportant la cavalerie d'accompagnement furent déviés par le vent sur une autre route), mais furent repoussés par les nombreux guerriers britanniques rassemblés le long du rivage. Les navires devaient décharger leurs troupes sur la plage qui était la seule zone de débarquement possible sur de nombreux milles, mais les rangs serrés des britanniques massés avec des chars et des javelots rendaient l'opération impossible.

Voyant cela, César ordonna aux navires de guerre – qui étaient plus rapides et plus faciles à manœuvrer que les navires de transport et de nature à impressionner les indigènes qui ne connaissaient pas leur apparence – de s'éloigner à courte distance des autres, puis de foncer à force de rames pour débarquer sur le flanc droit de l'ennemi, dans une position où les frondes, les arcs et l'artillerie pouvaient être utilisés par les hommes rassemblés sur le pont des navires pour repousser l'ennemi. Cette manœuvre fut un succès. 

« Effrayés par la forme étrange des navires de guerre, le mouvement des rames, et les machines inconnues, les indigènes ont fait halte puis se sont légèrement retirés. »

— Jules César, La Guerre de la conquête de la Gaule, p. 99.

#### Siège d'Alésia
En Gaule, la forteresse d'Alésia, assiégée en 52 av. J.-C., était presque entièrement entourée d'une tranchée longue de quatorze mile (21 km) remplie d'eau provenant d'une rivière locale détournée, puis d'une autre tranchée, puis d'une palissade en bois et de tours, puis de l'armée romaine assiégeante, retranchée derrière une autre série de palissades et de tranchées pour se protéger contre les renforts gaulois. Comme cela était la règle et conformément aux techniques de siège de l'époque, de petites balistes furent mises en batterie dans les tours avec des tireurs d'élite et des troupes armées soit d'arcs, soit de frondes.

### Durant l'Empire romain

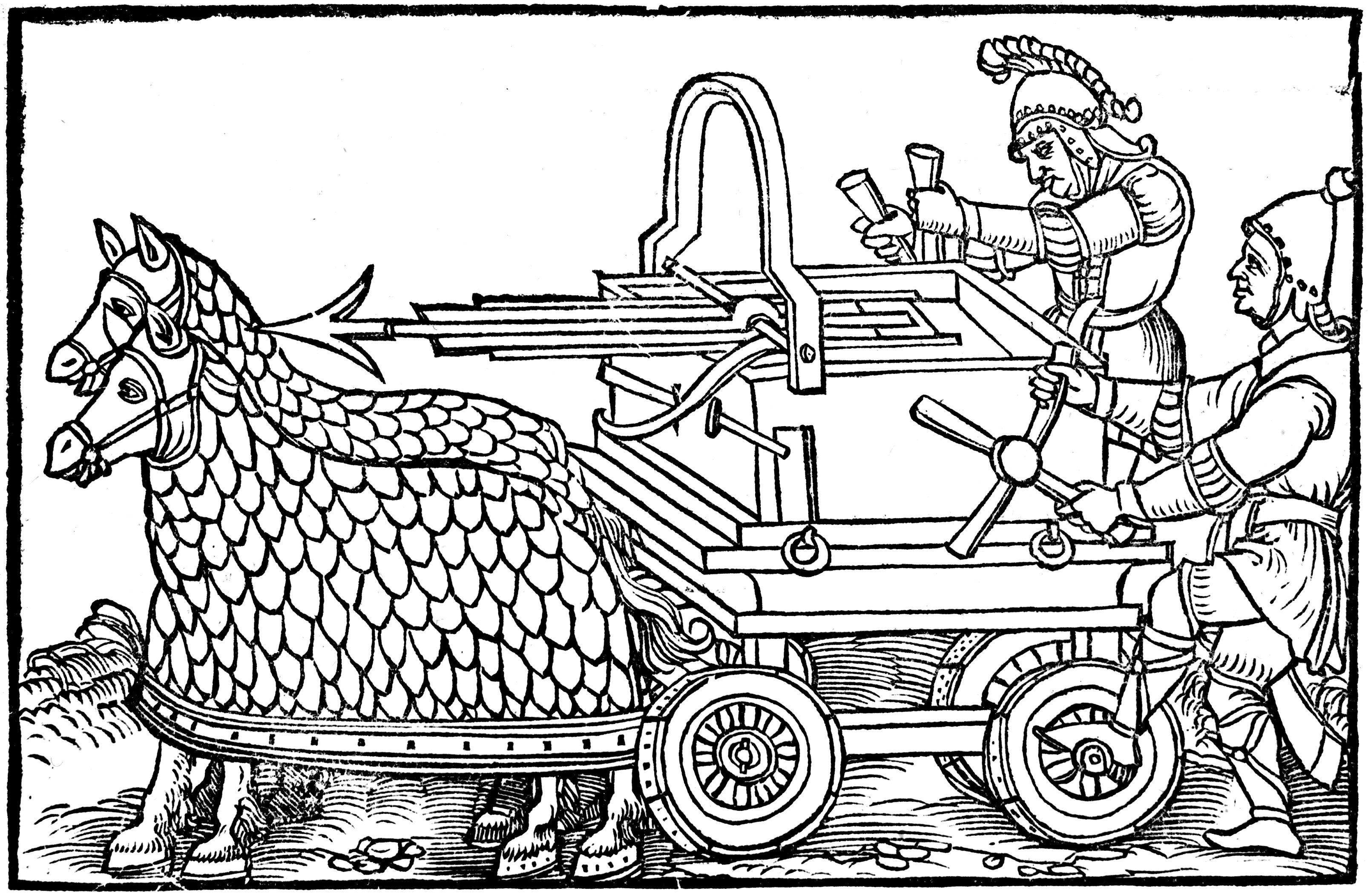
Une baliste à quatre roues tirées par des chevaux caparaçonnés, tirée d'une gravure illustrant une édition de 1552 du catalogue de machines de guerre De rebus bellicis, vers 400.

Aux temps des conquêtes de l'Empire, la baliste fit ses preuves à maintes reprises, dans les sièges et les batailles, sur les navires et sur la terre. Elle fut même utilisée pour réprimer les émeutes. La plupart des découvertes archéologiques de balistes datent de l'époque de l'Empire romain et c'est à cette période que de nombreux auteurs, dont les manuels techniques et les livres de comptes sont utilisés par les archéologues pour reconstituer ces armes, écrivirent leurs œuvres.
Après l'époque de Jules César, la baliste devint un élément permanent de l'armée romaine et, au fil du temps, des modifications et des améliorations lui furent apportées par les ingénieurs. Il s'agissait notamment de remplacer les parties encore en bois de la machine par du métal, de fabriquer des machines beaucoup plus petites et plus légères, encore plus puissantes que les machines en bois, puisque le métal n'est pas susceptible de se casser comme le bois, et qu'il exige moins d'entretien (même si l'essentiel des ressorts de torsion étaient encore vulnérables à la pluie).

#### Cheiroballistra et manuballista

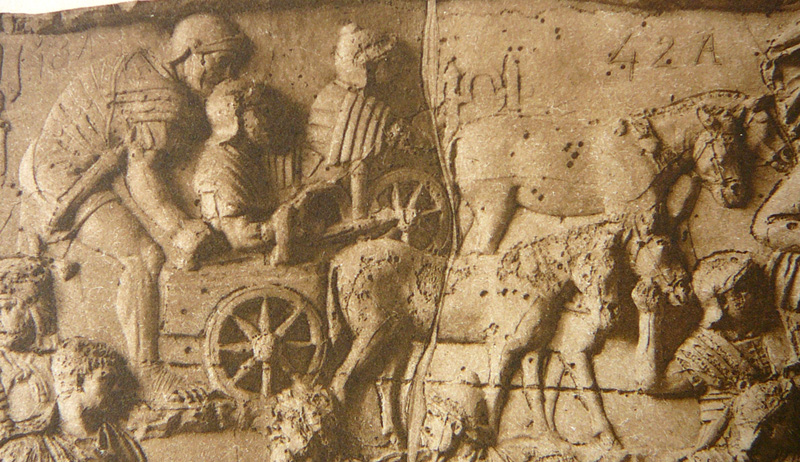
Carroballista romaine monté sur un chariot.

La cheiroballistra et la manuballista sont tenus par de nombreux archéologues comme étant la même arme. La différence de nom provient de la diversité des langues parlées dans l'Empire. Le latin restait la langue officielle de l'Empire d'Occident, mais l'Empire d'Orient utilisait principalement le grec, ce qui a entraîné l'ajout d'un « r » supplémentaire dans le mot Ballista.
La manuballista était une version portative de la traditionnelle baliste. Cette nouvelle version était entièrement en fer, ce qui conférait davantage de puissance à l'arme, mais elle était plus petite, car on utilisait pour la fabriquer le moins de fer possible, en raison du coût élevé de ce métal, jusqu'au XIXe siècle. Il ne s'agit pas de l'antique gastraphète, mais de l'arme romaine. Toutefois, les mêmes limitations physiques s'appliquaient au gastraphète.

#### Carroballista
Le carroballista est une version de l'arme montée sur un chariot. Cela lui donne beaucoup de flexibilité et beaucoup plus de possibilité comme arme de champ de bataille, puisque l'augmentation de la maniabilité permet de la déplacer en suivant la bataille. Cette arme est représentée plusieurs fois sur la colonne Trajane.

#### Polybolos
Selon certaines sources, l'armée romaine, à un moment donné de son histoire, utilisait aussi sur terrain des balistes « à répétition », également connues sous le nom de « polybolos ». La reconstruction et l'expérimentation d'une telle arme réalisées dans un documentaire de la BBC (Ce que les Romains ont fait pour nous) montrent qu'elle était capable de tirer onze carreaux à la minute, ce qui est presque quatre fois la vitesse à laquelle une baliste ordinaire peut fonctionner. Cependant, on n'en a pas encore trouvé de preuve archéologique. Elle fonctionne au moyen d'une came qui tire le curseur (la pièce où se place le projectile) vers l'arrière en même temps que la corde. Lorsque la position la plus reculée est atteinte, la corde est déverrouillée et propulse le projectile vers l'avant. Le curseur est alors poussé vers l'avant, pousse un carreau du magasin situé au-dessus et verrouille la corde, le tout par rotation de la came. Le cycle peut ensuite recommencer.

### Archéologie et balistes romaines
L'archéologie, en particulier l'archéologie expérimentale, a eu beaucoup d'influence sur ce sujet. Bien que plusieurs auteurs anciens (tels que Vegetius) aient écrit des traités techniques très détaillés, nous fournissant toutes les informations nécessaires pour reconstituer les armes, toutes les mesures furent notées dans leur langue maternelle et sont donc très difficiles à traduire. Les tentatives de reconstruction de ces armes anciennes commencèrent à la fin du XIXe siècle, en se basant sur une traduction approximative de ces auteurs anciens. C'est seulement au cours du XXe siècle, cependant, que beaucoup de ces reconstitutions commencèrent à avoir un sens comme armes. Avec l'apport des ingénieurs modernes, des progrès furent réalisés par rapport aux systèmes de mesure anciens. En revisitant les reconstructions sur la base de ces nouvelles informations, des archéologues travaillant dans ce domaine furent en mesure de comprendre certaines découvertes faites sur des sites militaires romains et de les identifier comme étant des balistes. Les renseignements tirés des fouilles servent ensuite à la reconstruction de la prochaine génération et ainsi de suite.
Dans tout l'empire, des sites ont donné des informations sur les balistes, à Lyon, de l'Espagne (la catapulte d'Ampurias) à l'Italie (la machine de Crémone, qui prouve que les armes possédaient des plaques de métal décorées pour protéger les opérateurs), l'Irak (la machine Hatra) et même l'Écosse (camp d'entraînement aux tactiques de siège de Burnswark), ainsi que beaucoup d'autres sites. Les archéologues les plus en pointe dans ce domaine furent Peter Connolly et Eric Marsden, qui non seulement écrivirent sur le sujet, mais firent également de nombreuses reconstructions et affinèrent les dessins après de nombreuses années de travail.

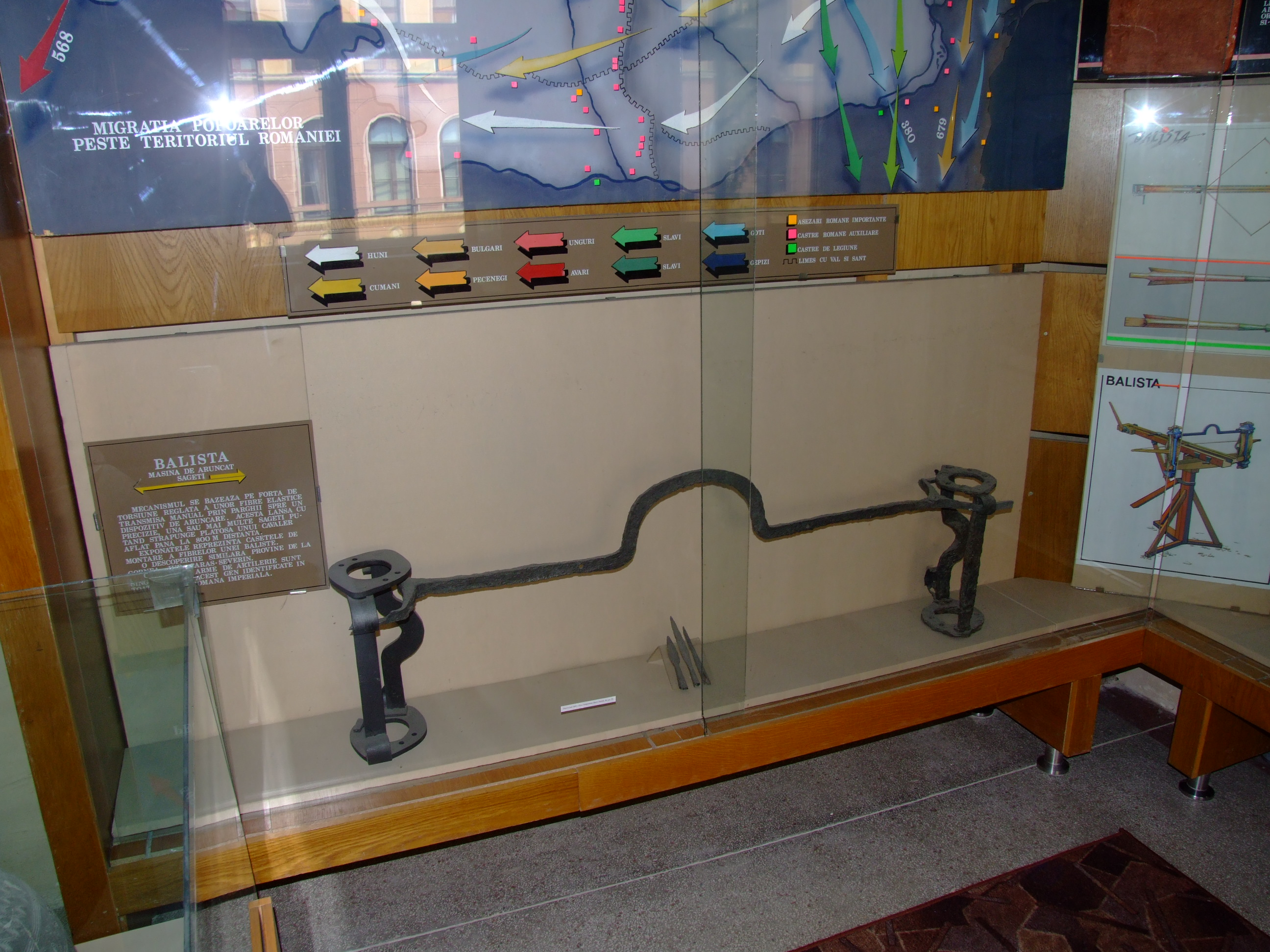
Parties métalliques d'une baliste du IVe siècle. Musée d'histoire de Cluj.
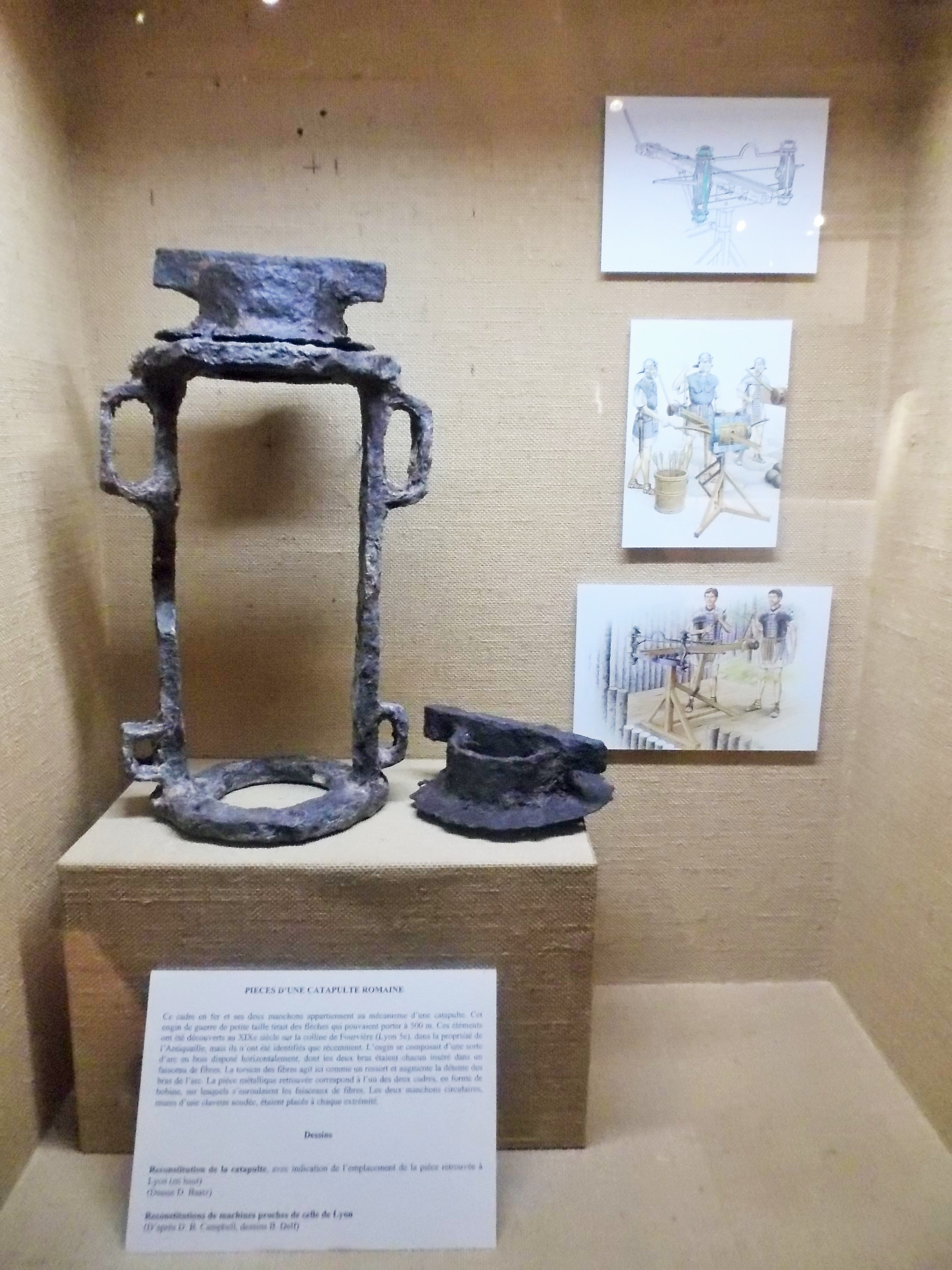
Pièces métalliques de catapulte, Lyon musée Lugdunum[8].
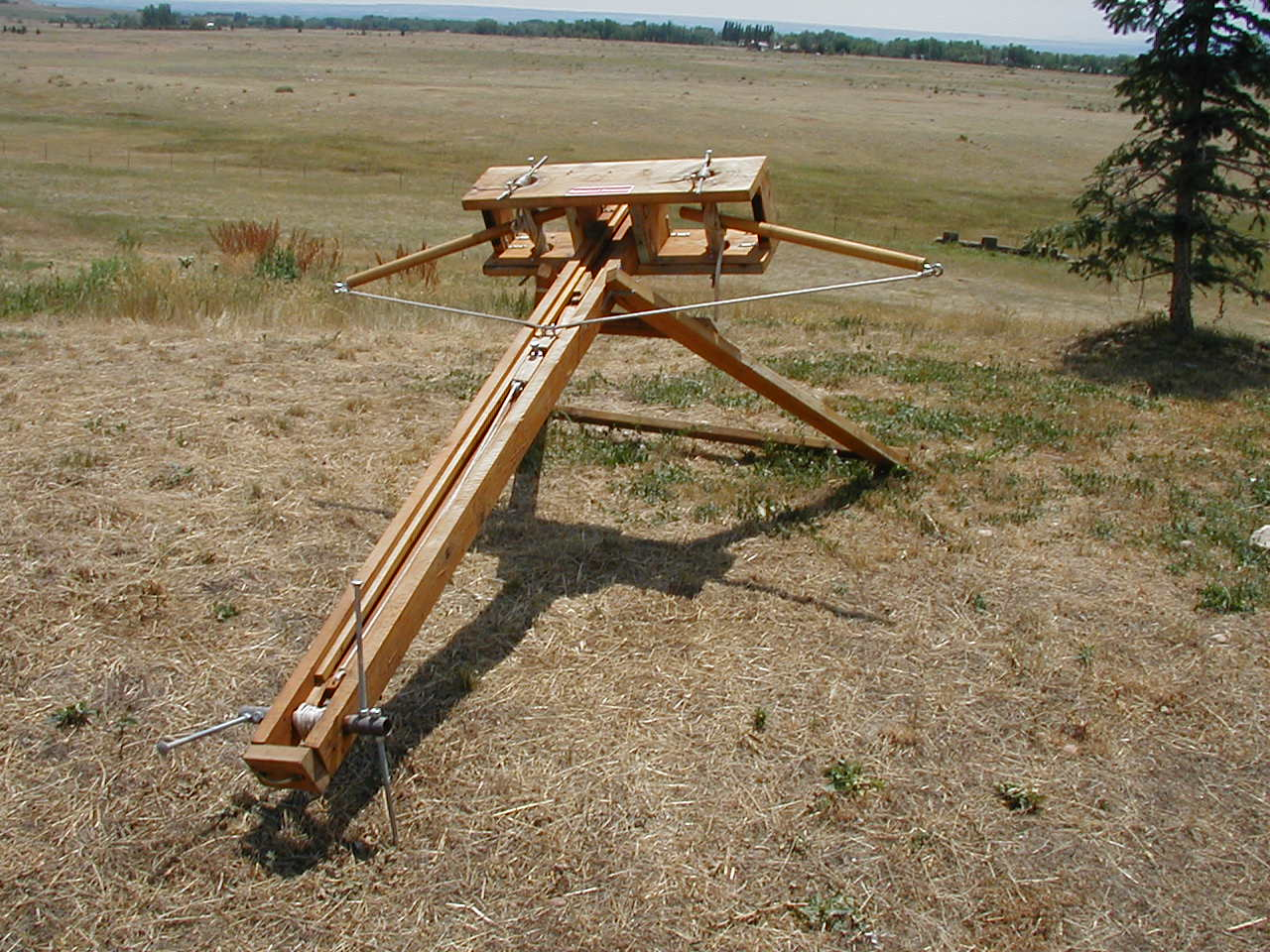
Reconstitution d'une petite baliste (trois mètres de long). Les ressorts de torsion sont plus courts que dans la réalité historique.

## Moyen Âge
Avec le déclin de l'Empire romain, les ressources nécessaires à la construction et à l'entretien de ces machines complexes devinrent très rares, de sorte que la baliste fut supplantée par l'onagre plus simple et moins cher. Bien que cette arme continuât à être utilisée au Moyen Âge, elle fut progressivement éclipsée par l'avènement du trébuchet et du mangonneau qui la remplacèrent dans la guerre de siège. L'arbalète et, dans certains cas, l'arc long anglais la supplantèrent comme armes de champ de bataille. Elles étaient de fabrication plus simple et de maintenance plus facile et beaucoup moins coûteuse. À la suite du déclin de l'Empire romain et de la disparition d'une grande partie de ses acquis technologiques, l'utilisation de la baliste devint très rare au Moyen Âge, aussi bien en Europe qu'au Moyen-Orient.
Des machines analogues servaient également à lancer des traits, telles que les grandes arbalètes à tour. On sait que les menuisiers tendaient les lames de scie au moyen de cordes ainsi tordues et bridées par un petit morceau de bois qui fait absolument l'effet de verge de l'engin.